# Floorball Bad Ischl
Floorball Bad Ischl wurde als Sektion Floorball im Verein Sportunion Bad Ischl gegründet. Der Verein ist Mitglied des österreichischen Floorballverbandes und des Oberösterreichischen Floorballbundes. Die Herrenmannschaft nimmt in der Saison 2024/2025 an der Kleinfeld-Bundesliga teil. Daneben tritt der Verein bei Staats- und Landesmeisterschaften in U10, U12 und U14 an, unter anderem im Rahmen der ÖFBV-Jugendliga.

## Geschichte
In der Gründungsversammlung am 6. Juli 1949 wurde Hans Ennsbrunner zum ersten Obmann der Sportunion Bad Ischl gewählt. Der Verein hatte zu dieser Zeit 60 Turnerinnen und 60 vorwiegend jugendliche Turner. Später kamen weitere Sektionen hinzu: Tischtennis (1952 bis 1993), Basketball (1954 bis 1965, erneut ab 1997), Tennis (1956), Fußball (1976), Stockschießen (1982), Plattenwerfen (1988), Badminton (1992), Squash (1993), Taekwondo (1997), Floorball (2008).

## Erfolge
Jugend: Die U14-Mannschaft wurde 2023/24 nach einer perfekten Saison ohne Punktverlust oberösterreichischer Meister. Die Mannschaft belegte in der Saison 2023/24 zudem den dritten Platz bei den österreichischen Staatsmeisterschaften (Jugendliga) auf dem Kleinfeld. Nach einer hohen Halbfinalniederlage gegen KAC Floorball konnten die Floorballbunnies im Spiel um Platz 3 nach Verlängerung besiegt werden.
Herren: Teilnahme an der Kleinfeld-Bundesliga 2021/22, 2022/22, 2023/24. Bislang keine Playoff-Teilnahme.